# Haldan Keffer Hartline
Haldan Keffer Hartline (22. prosince 1903 – 17. března 1983) byl americký fyziolog a neurobiolog, nositel Nobelovy ceny za fyziologii a lékařství za rok 1967. Spolu s ním cenu dostali Ragnar Granit a George Wald. Hartline cenu dostal za přínos k pochopení neurofyziologie vidění. Byl prvním, komu se podařilo zaznamenat signály, přenášené z oka jediným nervovým vláknem. Působil postupně na několika amerických univerzitách a k jeho žákům patřil biolog Paul Greengard.